# خودروی سوپر اسپورت

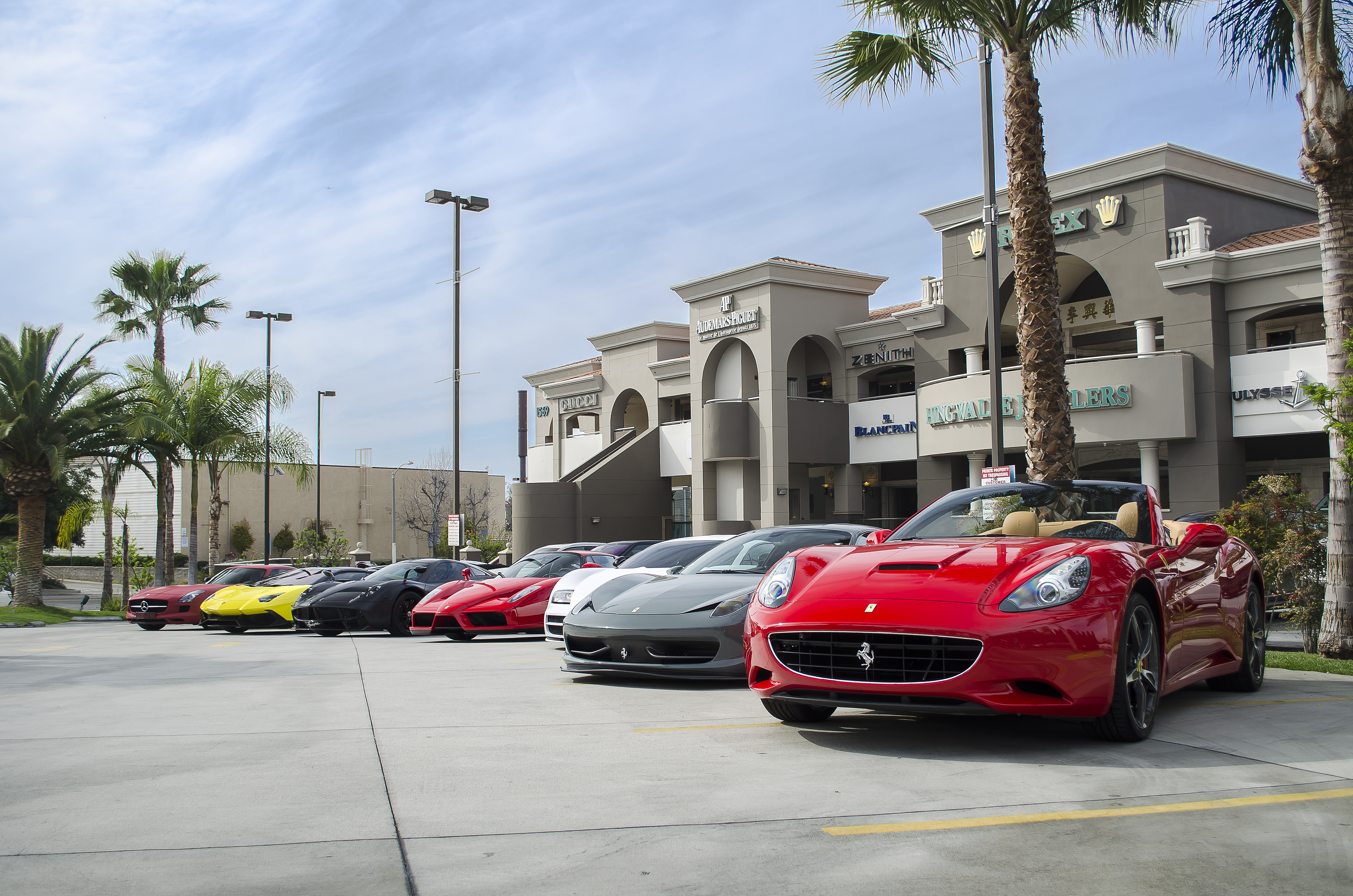
نمونه‌هایی از سوپراسپورت‌ها (از چپ به راست): مرسدس اس‌ال‌اس آام‌گ، لامبورگینی اونتادور، پاگانی هوایرا، فراری انزو، بوگاتی ویرون، فراری ۴۵۸ ایتالیا و فراری کالیفرنیا.

خودرو سوپراسپورت (به انگلیسی: Supercar) – به‌طور ضعیف به عنوان یک خودروی اسپورت قانونی خیابانی و عملکرد عالی توصیف یا توصیف می‌شود – هم از نظر قدرت، سرعت و هندلینگ. بنابراین اصطلاح «سوپراسپرت» اغلب برای خودروهای اسپورت کم بدن با موتورهای قدرتمند و در قسمت عقب استفاده می‌شود. از دهه ۲۰۰۰، اصطلاح هایپرکار برای پرفورمنس‌ترین خودروها نیز مورد استفاده قرار گرفت.
کارخانجات مطرح سازنده خودرو این قبیل خودروها را در تعداد کم و اغلب بنابر سفارش مشتریان تهیه می‌کنند و اینگونه خودروها در زمره تولیدات انبوه خودروسازان جای ندارد و لذا قیمت اینگونه اتومبیل‌ها اغلب از صدهزار دلار به بالا است.
سوپراسپرت‌ها معمولاً به‌عنوان مدل پرچم‌دار در خط تولید خودروهای اسپورت تولیدکننده خودرو عمل می‌کنند و معمولاً از فناوری‌های مختلف مرتبط با عملکرد برگرفته از ورزش‌های موتوری بهره می‌برند. برخی از نمونه‌ها عبارتند از فراری ۴۵۸ ایتالیا، لامبورگینی اونتادور و مک‌لارن ۷۲۰اس. در مقابل، روزنامه‌نگاری خودرویی معمولاً محمول «هایپرخودرو» را برای خودروهای (بسیار) محدود (دو تا کم ۴ رقمی) با تعداد تولید، با قیمت‌های جدید در قرن بیست و یکم که اغلب بیش از یک میلیون یورو، دلار یا پوند است، ذخیره می‌کند. برخلاف سوپراسپرت‌های معمولی، بسیاری از هایپراسپرت‌ها، حتی در تاریخ خودروسازان سوپر اسپورت، کمیاب‌تر هستند - مانند پورشه کاررا جی‌تی، یا فقط گهگاهی مدل‌های خاص ساخته می‌شوند، بیش از حد معمولی این برند ساخته می‌شوند. خط‌آپ محصولات مانند فورد جی‌تی یا فراری اف۴۰، اف۵۰ و انزو. تعداد بسیار کمی از خودروسازان مانند بوگاتی و کونیگزگ فقط هایپرکار تولید می‌کنند.
در ایالات متحده، خودروهای عضلانی اغلب در طول دهه ۱۹۶۰ به عنوان «سوپر خودرو» شناخته می‌شدند.

## هایپرکار
یک اصطلاح جدیدتر برای خودروهای اسپورت با عملکرد بالا «هایپرکار» است که گاهی برای توصیف سوپراسپرت‌های با عملکرد بالا استفاده می‌شود. طبق سوپراسپرت‌ها، هیچ تعریف مشخصی برای اینکه هایپرکار چیست وجود ندارد. تلاش برای تعریف اینها «یک سوپراسپرت با تولید محدود و پیشرفته با قیمتی در حدود یا بیش از ۱ میلیون دلار آمریکا است».
برخی افراد مک‌لارن اف۱ ۱۹۹۳ را نخستین هایپرکار می‌دانند، در حالی که برخی دیگر معتقدند بوگاتی ویرون ۲۰۰۵ نخستین هایپرکار بود.
با تغییر اخیر به سمت برقی شدن، بسیاری از ابرخودروهای اخیر از پیشرانه هیبریدی استفاده می‌کنند، روندی که در سال ۲۰۱۳ توسط مک‌لارن پی۱، پورشه ۹۱۸ اسپایدر و لافراری آغاز شد، سپس در سال ۲۰۱۶ با کونیگزگ رگرا، در سال ۲۰۱۷ با مرسدس آام‌گ وان و مک‌لارن اسپیدتیل ادامه یافت.
هایپرکارهای مدرن مانند پینینفارینا باتیستا، نیو ئی‌پی۹، ریماک نورا لوتوس اوایا نیز تمام الکتریکی شده‌اند.
پس از اعمال تغییرات قوانین از سال ۲۰۲۱، هایپرخودروها نیز به عنوان پایه‌ای برای کلاس هایپرکار لو مان مورد استفاده قرار گرفته‌اند.